# 人形劇 三国志
『人形劇 三国志』（にんぎょうげき さんごくし）は、1982年10月2日から1984年3月24日までNHKでテレビ放送された人形劇である。

## 概要

### 番組の特徴
『三国志演義』（立間祥介訳）をモチーフに魏、呉、蜀三国の興亡を描いた作品で、美しい人形は人形美術家・川本喜八郎が担当した。番組開始時および人形劇本編の合間には、司会兼ストーリーテラーとして漫才師の紳助・竜介が出演した。
ストーリーは劉備（その死後は諸葛亮）を巡る説話が中心であり、呂布の弟として登場する海賊首領「呂王」などのオリジナルキャラクターやオリジナルストーリーを取り入れつつ、桃園の誓い（作中では168年と設定）から五丈原の戦い（234年）までを描く。10代の少年少女を主なターゲットとしていたため、分かりやすさに重点を置いたセリフや展開になっており、『演義』よりも荒唐無稽・勧善懲悪の要素がより強調される。
使用された人形の大半は川本の好意により「人形の町」として知られる長野県飯田市に寄贈され、同市に設立された川本喜八郎人形美術館に展示された。さまざまな展覧会で展示され照明を浴び続けたため、いくつかの人形、特に曹操のものは色あせが激しく、放送当初の鮮やかな色彩は失われている。
本作以降のNHK人形劇は全て映像が保存されているため、NHKアーカイブスにて全話を視聴することができる。また、2014年4月30日までNHKオンデマンドでの配信も行われた。

### 劇内の特色
放送時間は、人形劇としては異例の1話45分と大河ドラマと同等の長時間に及ぶ。人形劇に機械仕掛けやコンピュータを導入するなど新しい技法が取り入れられた。
専門の声優ではなく俳優を起用する。先にセリフを収録し、それに合わせて人形を操作するプレスコ技法を採用したほか、赤壁の戦いなどの合戦シーンでは、人形劇では初めて本物の炎が使われるなど新しい試みも行われた。川や池などにも本物の水が使用されており、特に死を前にした劉備から後事を託された諸葛亮が雨の中慟哭する場面では、人形の頭部が水で溶けてしまう危険性があるにもかかわらず、諸葛亮の人形を実際に雨に見立てた水に濡らして迫真の演技をさせた。
主要人物の一人である張飛について、大の蛇嫌いという設定を加えたり、董卓を暇さえあれば知恵の輪遊びに興じさせるなど、番組独自のアレンジもされた。一部人物の性格や言動が、登場人物を絞り込んだことや勧善懲悪の強調によって、演義と比較して大幅に変更した点があり、呂布が命乞いの末の刑死でなく劉備との一騎打ちに敗れていさぎよく自害するなど武人の誇りに殉じた一方で、呉将呂蒙が極悪人に描かれ扱いがひどいと批判されることもあった。樊城の戦いで関羽に殉じたはずの関平が五丈原の戦い時点で生存している。他にも劉禅は『演義』のような暗君としての扱いから変更されて、未熟ながらも劉備の遺志を継ぐ人物として描かれている。
各回での合間に挿入されている紳助・竜介の解説場面をニュース番組のパロディーに仕立て、司会者の紳助が実況映像枠の中の（政治部記者に扮した）竜助と会話し、続けて竜助が等身大サイズのまま人形サイズである渦中の人物達（曹操、袁紹、劉備等）に取材、相手は作中にて稀代の悪役や高慢な人格といった設定であっても、快く取材に応じ、コメントを返すなどする。
最終回のラストは紳助・竜介が蜀が263年に滅亡したことをナレーションし、視聴者にこれまでの視聴に対するお礼を述べた後、人形たちに代わってあいさつをしようとしたところ、劇中から飛び出してきたほぼ全ての人形たちがそろって「ありがとうございました」と言って手を振るという演出であった。

### ことわざ三国志
1983年12月26日、27日、28日の3日間にかけて放送。三国志から生まれたことわざを当時NHKアナウンサーの迫田朋子と翻訳を手がけた立間祥介を中心に解説していくというもの。最終回である3日目は最後に小池玉緒本人が登場して三国志ラヴ・テーマを披露している。

## 主なキャスト

### 声の出演
この作品では、1人の声優が複数の登場人物を兼務する。同じ声優が演じている人物同士で会話する場面もある。また、話によって声優が異なる登場人物（程昱など）も存在した。また、ほとんどの登場人物は他の登場人物から姓諱で呼ばれたが、劉備・諸葛亮・司馬懿の3人はほぼ終始一貫して字（玄徳・孔明・仲達）で呼ばれた。
- 谷隼人
  - 玄徳、典韋、程昱、馬岱、馬謖、馬休、劉馥、蔡中ほか
- 石橋蓮司
  - 関羽、張角、袁紹、劉表、馬騰、諸葛瑾、馬良、仲達、姜維、荀彧、丁原ほか
- せんだみつお
  - 張飛、夏侯淵、陳宮、張松、龐徳、程普、孟優、夏侯楙ほか
- 森本レオ
  - 孔明、呂布、公孫瓚、何進、郭嘉、許褚、蔡瑁、劉琦、曹丕、呂蒙、夏侯惇、法正、厳顔、車冑、督郵ほか
- 岡本信人
  - 曹操、董卓、周瑜、陸遜、伊籍、魏延、関平、曹叡ほか
- 伊佐山ひろ子
  - 美芳（張飛の妻）、玄徳の母、貂蝉、弁皇子（弘農王、廃帝）、呉国太（貞姫の母）ほか
- 長谷直美
  - 淑玲（玄徳の妻）、協皇子（陳留王、後の献帝）、勝平（後の関平）ほか
- 松橋登
  - 孫権、孫策、袁術、献帝、趙雲、馬超、許攸、管輅、劉禅、程昱、諸葛均ほか
- 三谷昇
  - 龐統、孫堅、王允、盧植、単福、魯粛、喬国老、司馬徽、黄忠、賈詡、左慈、孟獲、呂王ほか
- 田坂都
  - 貞姫（孫夫人）、阿斗（後の劉禅）、勝平ほか

### 劇内オリジナルキャラクター
勝平（しょうへい）
戦災孤児で実父・勝傑(しょうけつ)を探しており、関羽を慕う。中盤で勝傑と再会するが、実は曹操軍の間者である王傑が扮していた。王傑の口から勝傑の戦死が判明し、王傑が自殺を図った後、関羽の養子となり関平を名乗る。演義とは異なり関羽の死後も生き続け、蜀の主力として活躍。
王傑（おうけつ）
曹操軍の間者。勝平の父・勝傑と偽って玄徳軍に潜入し、馬騰と黄奎が謀反を企てていたことを密告して玄徳軍の陣営を乱すことを謀るが、孔明と龐統に見破られる。本物の勝傑は戦死したことを告げた直後に自殺する。
美芳（みいふぁん）
屋台の居酒屋を営み、店の客である張飛とはケンカが絶えない。張飛が長坂橋への出陣の条件として劉備の命令で張飛の妻となる。物語の中では紳々、竜々とともに初回から最終回まで登場した。
玲玲（りんりん）
張飛、美芳の間に生まれた娘。
呂王（りょおう）
呂布の弟。呂布には仕えず海賊になるが、兄の悪評によって不遇を託ち散々に苦労する。長坂の戦いで孔明の説得に応じ援軍に現れる。
淑玲（すうりん）
黄巾の乱で劉備と出会い、漢の献帝の侍女を務めたあと劉備の妻になり、阿斗をもうける。長坂の戦いで阿斗とともに蜀軍からはぐれて手傷を負い、駆けつけた趙雲に阿斗を託すと井戸へ身を投げて死亡した。彼女を失った後に呉を訪れた劉備は、孫権の妹・貞姫に淑玲の面影を見出し、妻に迎えることになる。
紳々、竜々（しんしん、ろんろん）
司会者の島田紳助、松本竜介の分身で、声優もそれぞれ本人が担当。狂言回しとコミックリリーフ的な役割を担う。武名を上げ将軍になる夢を抱いて様々な勢力に仕官し、黄巾党→何進→丁原→董卓→呂布→曹操→孫権と渡り歩く。仕える主人がことごとく落ち目になるという法則がある。赤壁の敗北で曹操軍を離れて孫権軍に入るも合肥侵攻の惨敗を予想して脱走する。しかし結果は引き分けであった。浪人になった二人はひょんなことから左慈の弟子になって翻弄された末に、最後は蜀の成都で屋台を営むようになる。物語初回から顔見知りの張飛が上客だった。黄巾党時の紳々は玄徳を見て「あれはアカン」と言っていた。その後、玄徳に仕えようとしたことがたびたびあったが、全てフイになっている。
何故か現代的な価値観を持っているせいで敵兵を殺せない、武人の節義よりも命あっての物種、捕まると聞かれてもいないことまでベラベラ喋るなど全体的にドジが多い。本人たちの意識していないところで策略に利用されることがあり、曹操軍では官渡の戦いで袁紹側に偽情報を流し、蜀では司馬懿を失脚させるための張り紙を魏国内に貼る役目を与えられるなど話の節目で重要な役割を果たすこともある。最終回では、劉備、関羽、張飛、趙雲、諸葛亮の墓を見ながら「わしらの知ってる人達は皆あの中へ入ってしもうたなあ」としみじみつぶやいている。第10話では、紳助、竜介と時空を超えた会話をした。

## 主なスタッフ
- 脚本：小川英・田波靖男・四十物光男
- テーマ曲：細野晴臣
- 音楽：桑原研郎
- 人形美術：川本喜八郎
- 人形操作：伊東万里子

## 各話リスト
| 話数 | サブタイトル       | 本放送日       | 話数 | サブタイトル     | 本放送日 | 話数 | サブタイトル     | 本放送日 | 話数 | サブタイトル         | 本放送日       |
| ---- | ------------------ | -------------- | ---- | ---------------- | -------- | ---- | ---------------- | -------- | ---- | -------------------- | -------------- |
| 1    | 桃園の誓い         | 1982年 10月2日 | 18   | 張飛の虎退治     | 2月12日  | 35   | 風雲 南郡城      | 7月2日   | 52   | 許昌炎上             | 11月19日       |
| 2    | 黄巾の嵐           | 10月9日        | 19   | 官渡の戦い       | 2月19日  | 36   | 玄徳虎穴に入る   | 7月9日   | 53   | 名将の死             | 11月26日       |
| 3    | 張角の最期         | 10月16日       | 20   | わざわいを呼ぶ馬 | 2月26日  | 37   | 王覇の業         | 7月16日  | 54   | 玄徳 王位に即く      | 12月3日        |
| 4    | 英雄 動乱の都へ    | 10月23日       | 21   | 玄徳の結婚       | 3月5日   | 38   | 玄徳の失敗       | 7月23日  | 55   | 五虎大将関羽 出陣す  | 12月10日       |
| 5    | 都に嵐吹く         | 10月30日       | 22   | 軍師登場         | 3月12日  | 39   | 父子再会         | 7月30日  | 56   | 関羽の涙             | 12月17日       |
| 6    | 怪物 都を制す      | 11月6日        | 23   | 三顧の礼         | 3月19日  | 40   | 氷の城           | 8月6日   | 57   | 暗雲 荊州城          | 12月24日       |
| 7    | 燃える都           | 11月13日       | 24   | 天下三分の計     | 4月9日   | 41   | 蜀への地図       | 8月13日  | 58   | 関羽死す             | 1984年 1月14日 |
| 8    | 帝を救え!          | 11月20日       | 25   | 水魚の交わり     | 4月16日  | 42   | 戦乱の英雄たち   | 9月3日   | 59   | 関羽の亡霊           | 1月21日        |
| 9    | 連環の計           | 11月27日       | 26   | 孔明 新野を焼く  | 4月23日  | 43   | 引き裂かれた愛   | 9月10日  | 60   | 曹操の死             | 1月28日        |
| 10   | 龍虎 相搏つ        | 12月4日        | 27   | 不吉な赤い星     | 5月7日   | 44   | 三つの日輪       | 9月17日  | 61   | 漢王朝滅亡           | 2月4日         |
| 11   | 豪傑張飛の涙       | 12月11日       | 28   | 淑玲 死す        | 5月14日  | 45   | 凶星西の空に輝く | 9月24日  | 62   | 痛恨! 張飛憤死す     | 2月11日        |
| 12   | 野望空し 猛将 呂布 | 12月18日       | 29   | 決戦! 百万対一万 | 5月21日  | 46   | 落鳳坡に死す     | 10月1日  | 63   | 関羽・張飛よ安らかに | 2月18日        |
| 13   | 許田の巻狩り       | 1983年 1月8日  | 30   | 孔明の大論戦     | 5月28日  | 47   | 龐統の仇を討て!  | 10月8日  | 64   | 玄徳の死             | 2月25日        |
| 14   | 帝の陰謀           | 1月15日        | 31   | 謎の水上大要塞   | 6月4日   | 48   | 葭萌関の決闘     | 10月15日 | 65   | 孔明の愛の鞭         | 3月3日         |
| 15   | 関羽の決心         | 1月22日        | 32   | 苦肉の計         | 6月11日  | 49   | 関羽危うし!      | 10月22日 | 66   | 出師の表             | 3月10日        |
| 16   | 関羽の義           | 1月29日        | 33   | 赤壁の戦い       | 6月18日  | 50   | 曹操の野心       | 10月29日 | 67   | 泣いて馬謖を斬る     | 3月17日        |
| 17   | 決死の千里行       | 2月5日         | 34   | 曹操を逃すな!    | 6月25日  | 51   | 怪物登場         | 11月5日  | 68   | 孔明五丈原に死す     | 3月24日        |

## 作中で使用された人形
作中で使用された人形は長野県飯田市にある飯田市川本喜八郎人形美術館に展示されている。
渋谷ヒカリエ内にある川本喜八郎人形ギャラリーにも三国志の人形があるが、こちらは三国志を好んだ川本喜八郎が晩年に渋谷区から依頼を受けて制作した三国志のシリーズを展示したものである（死去によりシリーズは未完となった）。なお、渋谷ヒカリエの川本喜八郎人形ギャラリーの所蔵する平家物語の人形のほうはNHKの人形劇「人形歴史スペクタクル 平家物語」で実際に使用されたものである。

## 作中で使用された楽曲
- 三国志メイン・テーマ（オープニング、作曲：細野晴臣）
- 三国志ラヴ・テーマ（エンディング、作曲：細野晴臣・歌：小池玉緒、別名「三国志の歌」）
この2曲はEP盤・シングルCD（ともに廃盤）が発売されたほか、『決定版 細野晴臣 ベスト・セレクション』（廃盤）に収録された。『メイン・テーマ』は細野のベスト盤『HOSONO BOX 1969-2000』、『YEN BOX VOL.2 BONUS DISC/MALE』（ともに限定盤）に収録された。『ラヴ・テーマ』は『YEN BOX VOL.2 BONUS DISC/FEMALE』（限定盤）に収録された。
『ラヴ・テーマ』のみ収録されているコンピレーション盤『イエロー・マジック・歌謡曲』、『青春ラジメニア 20周年記念アルバム アニソン玉手箱〜ひねくれの逆襲〜』がある。また、DVD『人形劇 三国志全集』の映像特典（#ことわざ三国志）にも、小池の歌唱映像が含まれる。
このほか軍勢（特に大軍）の出陣シーンで流れる曲、主人公サイドの感動的なシーンで流れる曲、主人公サイドの重要人物が奇襲を受けるなど突然の不幸に見舞われるシーンで流れる曲など使用頻度の高い楽曲は、CD化はされていない。放送から今日までサウンドトラック等の発売も一切ない。一説には台詞等の音声と同時収録であったため、楽曲のみの音源が存在しないともされるが、真偽は不明。

## 関連商品

### 映像
- 人形劇 三国志全集（DVD全17巻、アミューズ・ビデオ）

### 書籍
- 人形劇 三国志（上） （中） （下）（集英社、コバルト文庫）

### 造形物
- 海洋堂 三国志フィギュアコレクション（2001年・北陸製菓・川本喜八郎が監修）
  - 第壱集　劉備・関羽・張飛・諸葛亮・超雲（それぞれ彩色版と象牙色の全10種）
  - 第弐集　曹操・関羽・呂布・諸葛亮・周瑜（それぞれ彩色版と象牙色の全10種）

### コラボレーション
セガのアーケードゲーム「三国志大戦（第2期）」にLE枠として登場。各勢力から参戦しているが漢帝国からの参戦はない。キャストはオリジナルより変更されている。カードイラストにも実際の人形の写真を使用している。
- 玄徳…平田広明[9]
- 孔明、呂布…子安武人[10][11]
- 龐統…真殿光昭[12]
- 曹操、張飛…玄田哲章[13][14]
- 周瑜…小野大輔[15]
- 関羽…堀内賢雄[16]
- 淑玲(糜夫人名義)…上坂すみれ[17]
- 司馬懿…安元洋貴[18]